# Óstraco

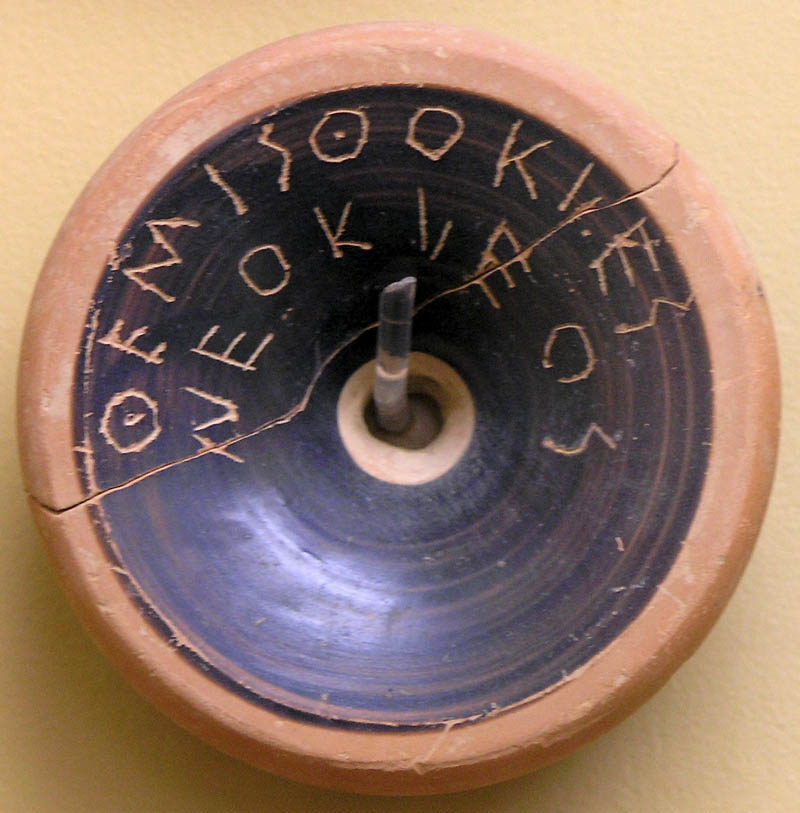
Óstraco que contiene el nombre de Temístocles, hacia 490-480 a. C.
Museo del Ágora antigua de Atenas

Un óstraco (del griego: ὄστρακον óstrakon, pl. óstraka) es una concha, fragmento de cerámica o incluso trozo de piedra sobre el que se hacían inscripciones o dibujos en el mundo antiguo para una gran variedad de propósitos.
En arqueología se emplea el término óstraco para designar los trozos de cerámica (o fragmentos calcáreos) que se utilizaban como borradores para aprender a escribir o pintar, también se utilizaban en transacciones económicas o intercambios comerciales como "facturas" y en la Grecia antigua para llevar a cabo votaciones. Los óstracos son muy numerosos y una fuente de información muy útil.

## Óstracos egipcios
En relación con el Antiguo Egipto este término se aplica a los fragmentos calcáreos, o de cerámica, sobre los que el escriba, o el aprendiz de escriba, esbozaba un dibujo o un texto. El coste del papiro no permitía que se utilizara este soporte para las notas que no fueran oficiales, para los dibujos explicativos o satíricos y, mucho menos, para el aprendizaje de la escritura jeroglífica. En los óstracos los dibujos aparecen enteros, lo que los diferencia de fragmentos de cerámica que tuvieran los dibujos antes de romperse.
Para el Egipto grecorromano, la papirología es la ciencia que estudia los textos griegos, latinos y demóticos contenidos no solo en los papiros, sino también en los óstracos.

## Óstracos en Grecia
En la Atenas clásica el óstraco era el fragmento de cerámica en el que estaba inscrito el nombre de quien se proponía desterrar (ostracismo). Cada ciudadano depositaba su óstraco en la urna correspondiente a su tribu. Las excavaciones en Atenas, especialmente en el barrio del cerámico, han sacado a la luz alrededor de seis mil de esos votos y el estudio paleográfico demostró que muchos estaban escritos por las mismas manos.
Como muestran los fragmentos de cerámica de Himeto, en el Ática y los óstraka corintios, la escritura ya se había extendido en Grecia en el siglo VIII a. C. Listas de vencedores, firmas de artistas y nombres de personas comenzaron a inscribirse en esa época. Ciertamente la escritura griega fue desde el principio posesión de todo el pueblo o, al menos, de una amplia capa de personas instruidas.